# Felicitarea de Crăciun
Felicitarea de Crăciun (titlu original: The Christmas Card) este un film de Crăciun american din 2006 regizat de Stephen Bridgewater. Este un film original de televiziune Hallmark care a avut premiera la 2 decembrie 2006. Rolurile principale au fost interpretate de actorii John Newton, Alice Evans și Edward Asner.

## Prezentare
În timpul războiului din Afganistan, Cody Cullen (John Newton), un soldat aflat în misiune acolo, primește o felicitare de Crăciun trimisă de Faith Spelman (Alice Evans), o femeie din pitorescul orășel Nevada City, California, pe care nu a întâlnit-o niciodată. Acest lucru îl emoționează și îl încurajează pe Cullen. Odată cu trecerea lunilor, poartă mereu felicitarea asupra sa, aceasta dându-i puterea de a supraviețui conflictului și de a se hotărî s-o găsească pe expeditoare după ce își va termina misiunea.

## Distribuție
- John Haymes Newton ca Cody Cullen
- Alice Evans ca Faith Spelman
- Edward Asner ca Luke Spelman
- Peter Jason ca Unchiul Richard
- Lois Nettleton ca Rosie Spelman
- Ben Weber ca Paul
- Andrew Sanford ca Sammy
- Kate Hamon ca Selma
- Glorinda Marie ca Molly
- Charlie Holliday ca Reverendul Ives
- Kurt Johnson ca Eric
- Brooke Davis ca Liddy
- Nick Ballard ca Jonesy
- Chad Collins ca Lewis
- Brian Robinson ca Edo

## În presă
Dear Abby este numele unei coloane de consiliere fondată în 1956 de către Pauline Phillips sub pseudonimul "Abigail Van Buren" și continuată astăzi de fiica ei, Jeanne Phillips, care acum deține drepturile legale asupra pseudonimului. Hallmark Channel a colaborat cu Operațiunea Dear Abby care a emis un mesaj special în coloana ei: "În acest sezon de sărbători - sprijiniți trupele prin trimiterea unui mesaj soldaților noștri".
Rețeaua a inițiat o campanie națională  de trimitere a unor felicitări pentru trupe (Cards for Troops)   și un parteneriat cu America te sprijină (America Supports You) pentru ca americanii să poată  acorda suportul lor bărbaților și femeilor din Serviciile Armate Americane. Hallmark Channel a înființat o legătură prin satelit pentru a stabili o întâlnire între Jennifer Parsley, o tânără din Porter, Texas, care a trimis mii de felicitări trupelor prin  Operațiunea Recunoștință  (Operation Gratitude) și tehnicianul militar Jeremy Harshman, aflat în misiune peste mări.

## Producție
Filmările au avut loc în Nevada City, California.

## Primire
La premiera sa, a fost filmul cu cele mai mari audiențe pe Hallmark Channel, fiind cel mai urmărit film pe cablu în aceea zi.

### Premii și nominalizări
2007 Nominalizare Emmy pentru  Edward Asner

Outstanding Supporting Actor in a Miniseries or Movie